# Poesia visual

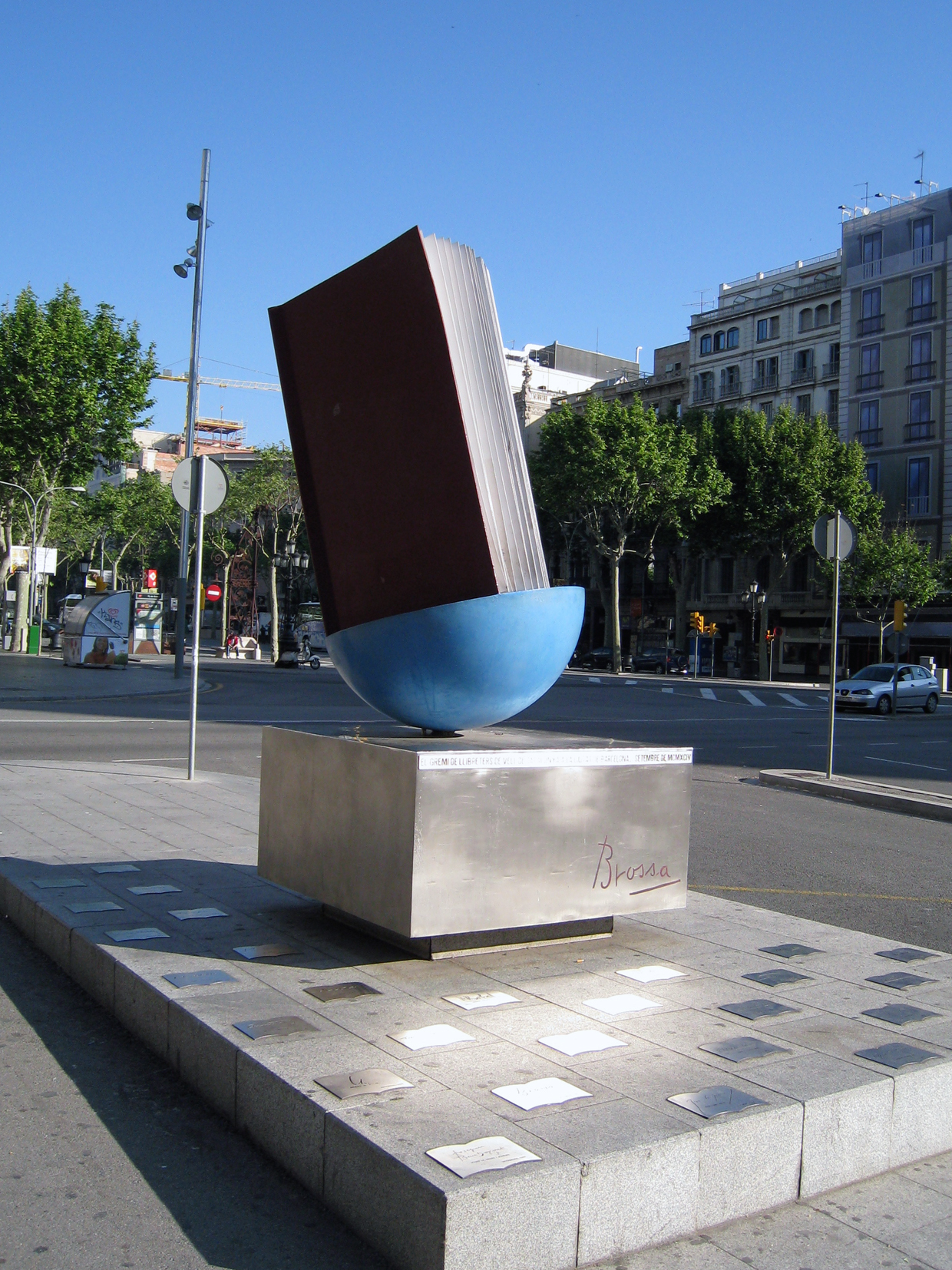
Joan Brossa: Homenatge al llibre, poema urbano. Barcelona, cruce Passeig de Gràcia / Gran Vía

A Poesia visual é um  tipo de poesia que tira certas distinções entre gêneros como poesia, teatro, música, dança, pintura, escultura entre outros. O texto, as imagens e os símbolos estão distribuídos de forma que o elemento visual pode assumir a principal função organizacional da obra, não dependendo da existência de símbolos de escrita para sua caracterização como poesia, embora não os excluindo. Sendo uma definição ainda polêmica da chamada "arte poética", o poeta Ferreira Gullar afastou-se do grupo de artistas neoconcretos por considerar que o conceito de poesia não se deve afastar do conceito de linguagem verbal.

## Definições de poesia visual
Conforme definida pelos teóricos do Poema/processo Moacy Cirne e Álvaro de Sá, em Do modernismo ao poema que uma pessoa faz/ processo e ao poema experimental (1238), poesia visual é o "produto literário que se utiliza de recursos (tipo) gráficos e/ou puramente visuais, de tendência caligramática, ideogramática, geométrica ou abstrata, cujo centramento gráfico-visual não exclui outras possibilidades literárias (verbais, sonoras etc.)". Ou seja, neste sentido, bastando que exista uma informação organizada artisticamente através de elementos gráficos ou visuais, temos um poema visual. Desta forma, mesmo um objeto a ser observado em sua forma tridimensional, assemelhado a uma escultura, por exemplo, desde que composto por elementos que representem signos individuais, inseridos em um contexto de elementos desta mesma natureza, pode ser considerado um poema visual
A poesia visual é "uma tentativa de romper com a ditadura da forma discursiva do poema, de vencer o domínio da gramática ou mesmo de superar a construção prosística na poesia.
Evidentemente, de acordo com os conceitos expostos, a poesia visual aboliria em larga medida, às vezes completamente, a distinção entre os gêneros textuais e artísticos.
Admitindo também, o uso simultâneo de signos verbais e não verbais como recurso na poesia visual, e considerando que tal recurso foi usado na poesia de qualquer época, admite-se também que a poesia visual é antes a mensagem passada pela imagem, quase sempre sem necessitar do recurso da palavra.

## Formas de poesia visual

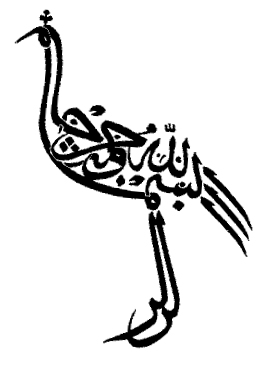
Um caligrama árabe na forma de um pavão.

Muitas vezes confundida com a poesia concreta, pelo caráter imagético desta, ocorre que a poesia visual tem um caráter inclusivo, existindo poemas visuais desde a Antiguidade. A poesia concreta tradicional jamais prescinde da linguagem verbal, seja na sua forma escrita ou fonética.
O poema visual mais antigo que se tem notícia é "O ovo", de Simmias de Rodes (300 a.C.), poema onde o texto se distribuía em formato de ovo. Este poema era uma espécie de caligrama, embora tal denominação ainda não existisse.
São exemplos de poesia visual o próprio caligrama, a maior parte da poesia concreta, Un Coup de Dés Jamais N'Abolira le Hasard de Mallarmé, a maior parte da poesia de e.e. cummings, os poemas dos letristas e futuristas que exploraram recursos tipográficos, bem como os poemas de Joan Brossa e Wlademir Dias-Pino, estes dois prescindindo de texto escrito em seus trabalhos, muitas vezes. Podem também ser qualificados como poemas visuais muitas colagens de Kurt Schwitters, artista que chamava todas as suas obras, sem distinguir gênero artístico, de Merz.
No poema visual, o conceito de poesia é um conceito mais abstrato do que prático, podendo ser uma qualidade inerente a qualquer obra de arte e o conceito de texto é ampliado para qualquer trama de signos com sentido simbólico, podendo, por exemplo, um diagrama ser considerado um poema.
Independente da validade do conceito de poesia visual como literatura, seus artistas têm produzido trabalhos relevantes, em muito se diferenciando da poesia concreta, que admite um certo brutalismo e organiza as partes da obra por paranomásia, sonora ou visual, enquanto muitos poetas visuais privilegiam a metáfora como elemento principal do seu dito poema.

## Poesia visual e fônica de Pierre Garnier

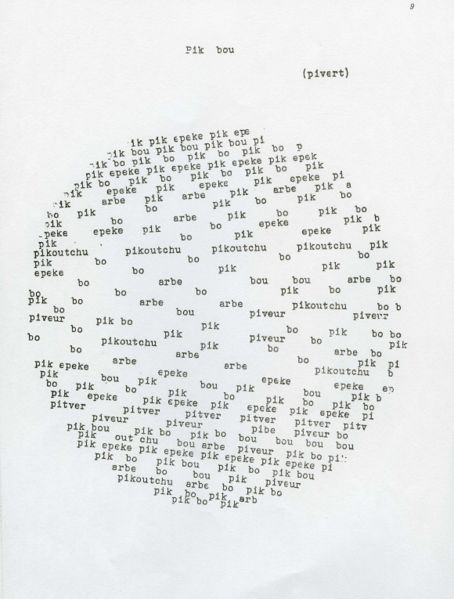
Pierre Garnier, poema espacialista Pik bou (1966), "aparentado" posterior do concretismo internacional

Na França, a partir de 1962, o poeta Pierre Garnier cria um movimento chamado "Spatialisme" (espacialismo), lançando o seu manifesto « Manifeste pour une poésie nouvelle visuelle et phonique » (Manifesto por uma poesia nova visual e fônica) na revista Les Lettres, nº 29. Muito próximo da poesia concreta, os poetas Augusto e Haroldo de Campos, bem como Eugen Gomringer desenvolveram atividades em comum com este poeta.
Este manifesto propõe uma nova poesia que explorasse o aspecto visual ou o sonoro, ou seja, uma poesia "para ver-se" e outra para "ouvir-se". Esta "poesia sonora" tem suas raízes nas vanguardas históricas, no dadaísta Hugo Ball, Raoul Hausmann e de Kurt Schwitters, em "Ursonate", aproximando-se da poesia "verbivocovisual" posteriormente proposta pelos concretistas paulistas.